# Horizon League

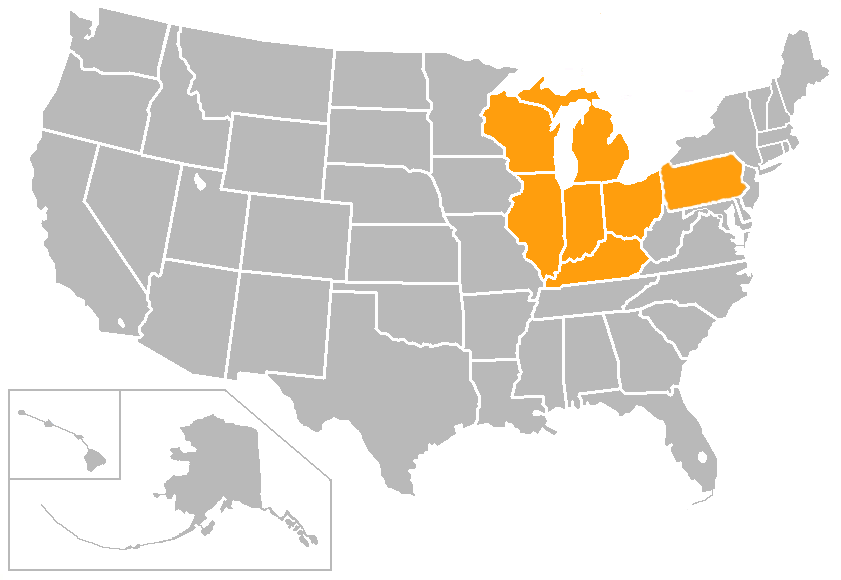
Ausdehnung der Horizon League

Die Horizon League ist eine aus elf Universitäten bestehende Liga für diverse Sportarten, die in der Division I der National Collegiate Athletic Association (NCAA) spielen. Sie ist hauptsächlich für ihre Basketball-Mannschaften bekannt und führt keine eigene Football-Meisterschaft durch. Die Youngstown State University spielt jedoch in der Missouri Valley Football Conference, und die Robert Morris University spielt jedoch in der Northeast Conference für Football teilnimmt.
Die Liga wurde 1979 gegründet. Die Mitglieder befinden sich im Mittleren Westen der Vereinigten Staaten. Der Hauptsitz befindet sich in Indianapolis im Bundesstaat Indiana.

## Mitglieder
| Universität                                   | Ort                        | Teamname         | gegründet | Trägerschaft | Studenten | beigetreten |
| --------------------------------------------- | -------------------------- | ---------------- | --------- | ------------ | --------- | ----------- |
| Cleveland State University                    | Cleveland, Ohio            | Vikings          | 1964      | staatlich    | 16.245    | 1994        |
| University of Detroit Mercy                   | Detroit, Michigan          | Titans           | 1877      | privat       | 6.000     | 1980        |
| University of Wisconsin–Green Bay (Green Bay) | Green Bay, Wisconsin       | Phoenix          | 1965      | staatlich    | 5.800     | 1994        |
| Indiana University Indianapolis (IU Indy)     | Indianapolis, Indiana      | Jaguars          | 1969      | staatlich    | 30.105    | 2017        |
| University of Wisconsin–Milwaukee (Milwaukee) | Milwaukee, Wisconsin       | Panthers         | 1956      | staatlich    | 28.000    | 1994        |
| Northern Kentucky University                  | Highland Heights, Kentucky | Norse            | 1968      | staatlich    | 15.405    | 2015        |
| Oakland University                            | Rochester, Michigan        | Golden Grizzlies | 1957      | staatlich    | 17.737    | 2013        |
| Purdue University Fort Wayne                  | Fort Wayne, Indiana        | Mastodons        | 1917      | staatlich    | 10.208    | 2020        |
| Robert Morris University                      | Moon Township, PA          | Colonials        | 1921      | privat       | 4.895     | 2020        |
| University of Illinois at Chicago (UIC)       | Chicago, Illinois          | Flames           | 1965      | staatlich    | 24.541    | 1994        |
| Wright State University                       | Dayton, Ohio               | Raiders          | 1964      | staatlich    | 17.074    | 1994        |
| Youngstown State University                   | Youngstown, Ohio           | Penguins         | 1908      | staatlich    | 13.101    | 2001        |

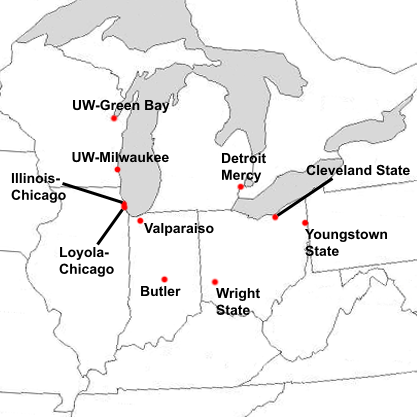
Lage der Vollmitglieder

- IU Indy (oder IU Indianapolis) nahm seinen Betrieb erst 2024 auf, erbte jedoch ihr Sportprogramm von der 1969 gegründeten Indiana University–Purdue University Indianapolis (IUPUI). Im Juli 2024 wurde die IUPUI in zwei separate Institutionen aufgeteilt, von denen eine der Indiana University und die andere der Purdue University angegliedert ist.
- Purdue Fort Wayne nahm seinen Betrieb erst 2018 auf, erbte aber sein Sportprogramm von Indiana University – Purdue University Fort Wayne (IPFW), dessen frühester Vorfahre im Jahr 1917 gegründet wurde. IPFW gliederte sich im Juli 2018 in zwei Institutionen auf, eine von der Purdue University und die andere von der Indiana University.

### Zukünftiges Mitglied
| Universität                  | Ort              | Teamname | gegründet | Trägerschaft | Studenten | beigetreten | von |
| ---------------------------- | ---------------- | -------- | --------- | ------------ | --------- | ----------- | --- |
| Northern Illinois University | DeKalb, Illinois | Huskies  | 1895      | staatlich    | 16.769    | 2026        | MAC |

- Northern Illinois war von 1994 bis 1997 Mitglied der Horizon League.

### Assoziierte Mitglieder
| Universität                        | Ort             | Teamname         | gegründet | Trägerschaft     | Studenten | Sportart                   | Mitglied seit | Hauptliga                  |
| ---------------------------------- | --------------- | ---------------- | --------- | ---------------- | --------- | -------------------------- | ------------- | -------------------------- |
| Belmont University                 | Nashville (TN)  | Bruins           | 1890      | privat           | 8.700     | Tennis (Männer)            | 2022          | Missouri Valley Conference |
| Chicago State University           | Chicago (IL)    | Cougars          | 1867      | staatlich        | 2.620     | Tennis (Männer und Frauen) | 2022          | Northeast Conference       |
| Eastern Illinois University        | Charleston (IL) | Panthers         | 1895      | staatlich        | 8.857     | Tennis (Männer)            | 2022          | Ohio Valley Conference     |
| University of Southern Indiana     | Evansville (IN) | Screaming Eagles | 1965      | staatlich        | 9.758     | Tennis (Männer)            | 2022          | Ohio Valley Conference     |
| Tennessee State University         | Nashville (TN)  | Tigers           | 1912      | staatlich (HBCU) | 8.775     | Tennis (Männer)            | 2022          | Ohio Valley Conference     |
| Tennessee Technological University | Cookeville (TN) | Golden Eagles    | 1915      | staatlich        | 10.492    | Tennis (Männer)            | 2022          | Ohio Valley Conference     |

- Obwohl die Northeast Conference Tennis sowohl für Männer als auch für Frauen sponsert, wird Chicago State diesen Sport bis zur Saison 2024–25 weiterhin in der Horizon League betreiben.
- Eastern Illinois hat seine Herren-Tennismannschaft nach der Saison 2024–25 aufgelöst.

## Spielstätten der Conference
Zukünftiges Mitglied in Grau.
| Universität       | Basketballstadion                                            | Kapazität    |
| ----------------- | ------------------------------------------------------------ | ------------ |
| Cleveland State   | Wolstein Center                                              | 13.610       |
| Detroit Mercy     | Calihan Hall                                                 | 8.295        |
| Green Bay         | Resch Center (Männer) Kress Events Center (Frauen)           | 9.729 4.018  |
| IU Indy           | The Jungle Corteva Coliseum (Männer, Alternativ) 1           | 1.255 6.800  |
| Milwaukee         | UW–Milwaukee Panther Arena (Männer) Klotsche Center (Frauen) | 10.783 3.500 |
| Northern Illinois | Convocation Center                                           | 10.000       |
| Northern Kentucky | Truist Arena                                                 | 9.400        |
| Oakland           | OU Credit Union O'rena                                       | 4.005        |
| Purdue Fort Wayne | Hilliard Gates Sports Center                                 | 2.800        |
| Robert Morris     | UPMC Events Center                                           | 4.000        |
| Wright State      | Ervin J. Nutter Center                                       | 10.449       |
| Youngstown State  | Beeghly Center                                               | 6.300        |

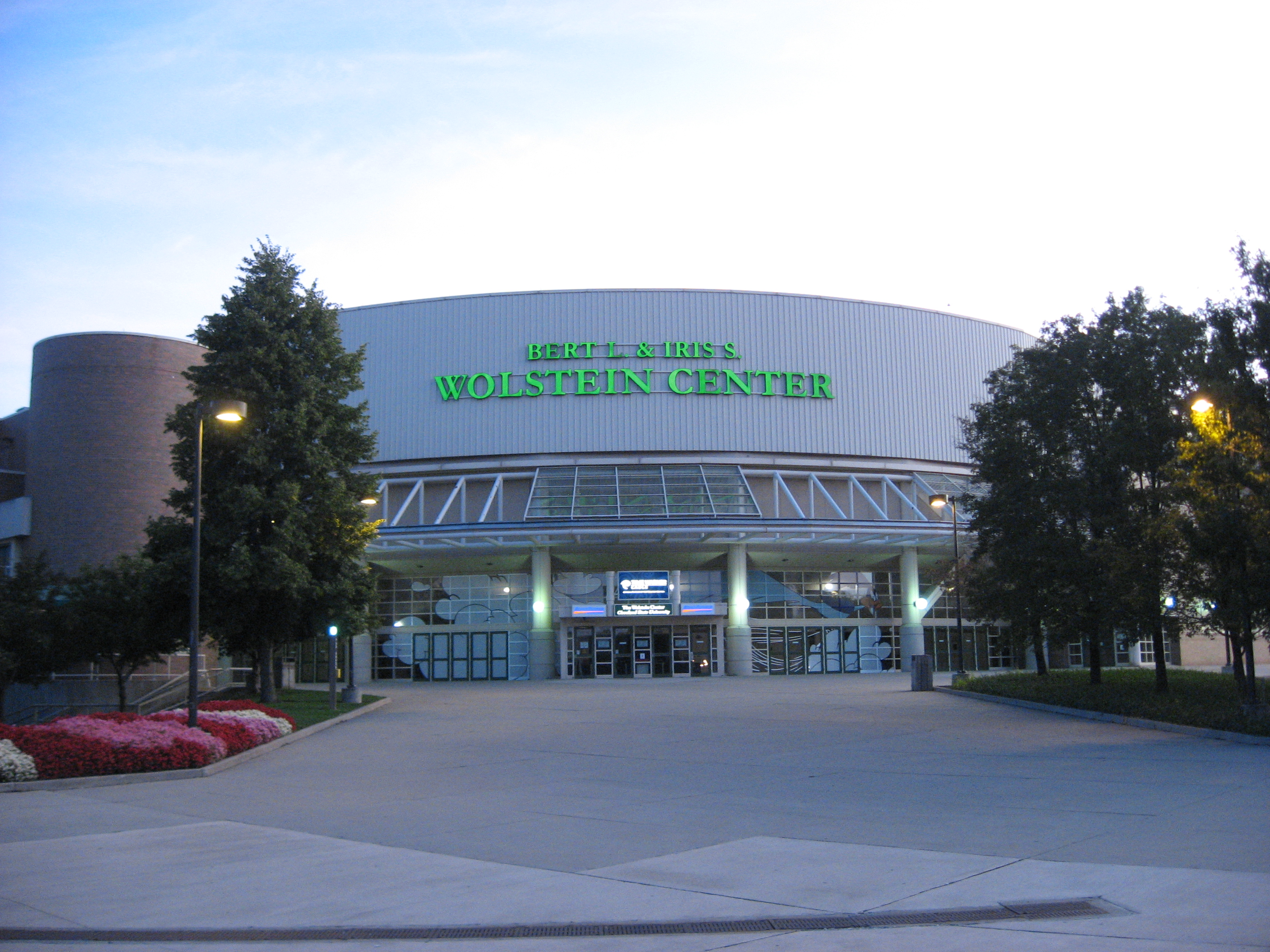
Wolstein Center

1 IU Indy wird seine Heimbasketballspiele ab der Saison 2026–27 in die neue James T. Morris Arena (Kapazität 4.500) verlegen.